# Carnaval de Maragogipe
O Carnaval de Maragogipe é uma festa popular tradicional carnavalesca, que ocorre anualmente na cidade de Maragogipe, no estado da Bahia e é marcado pela presença de mascarados fantasiados. É um patrimônio cultural imaterial estadual, tombado pelo Instituto do Patrimônio Artístico e Cultural da Bahia (IPAC), no ano de 2009, sob o Decreto Estadual de n.º 11 449 de 2008.

## História
O Carnaval de Maragogipe tem sua origem vinda dos entrudos de rua, organizados por escravos e índios e da elite brasileira, que juntamente com a mídia, criticavam os entrudos com suas arruaças, batucadas e afoxés. Então implantaram um carnaval inspirado nos carnavais europeus, com desfiles, grandes bailes públicos e o comércio de máscaras e fantasias.
Em Maragogipe, no início do século XX, surge um carnaval misturando ambos os estilos: os entrudos de rua, com batucadas e os grandes bailes com as filarmônicas Terpisicore e Dois de Julho tocando, realizados na Rádio Clube e na Associação Atlética. E a tradição dos Mascarados (chamados também de caretas), que inicialmente usavam máscaras simples na forma e nos materiais e percorriam por toda a cidade, e atualmente as máscaras são mais elaboradas e os mascarados se concentram na Praça Central.
Na década de 1950, foram incorporados os trios elétricos no carnaval da cidade. E com o sucesso do Axé Music, nos anos de 1980, a cidade começou a replicar o carnaval da cidade de Salvador, com trios elétricos tocando Axé e com criações de blocos, com padronização de fantasias, para acompanhar os trios.
Em 2005, o secretário da cultura criou um projeto para a patrimonialização do carnaval de Maragogipe, com o intuito de incentivar a tradição dos mascarados e fantasiados. Construíram um coreto na Praça Central da cidade, onde bandas podem se apresentar e criaram o concurso de máscaras e fantasias. A partir de 2006, houve um aumento de foliões mascarados e fantasiados circulando pelas ruas durante o carnaval, além dos participantes do concurso.

## Festividades
O Bloco das Almas é a abertura das festividades. Tem início à meia-noite de sexta, com concentração em frente ao cemitério municipal, percorre pelas ruas da cidade e finalizam o percurso na Praça Central. O grupo usa máscaras e fantasias, geralmente na cor branca, usam correntes, velas, tambores, simulando assombração.
As festividades, na Praça Central, têm início na parte da tarde de sábado e tem programações até terça-feira de carnaval. A praça e arredores é todo decorado com motivos carnavalescos. É montado um palco durante o carnaval, para bandas e orquestras se apresentarem, tocando marchinhas antigas e frevo. São realizados bailes e concurso de máscaras e fantasias.